# Le Chesnay-Rocquencourt
Le Chesnay-Rocquencourt község Franciaország Île-de-France régiójában, Yvelines megyében. Új községként 2019. január 1-jén jött létre Le Chesnay és Rocquencourt egyesítésével. A két korábbi település delegált község státusszal az új község része lett. Lakosainak száma 31 064 fő (2022. január 1.).

## Népesség
| Lakosok száma | 31 164 | 31 306 | 31 233 | 31 057 | 30 924 | 31 064 |
|               | 2017   | 2018   | 2019   | 2020   | 2021   | 2022   |